# Najas japonica
Najas japonica là một loài thực vật có hoa trong họ Hydrocharitaceae. Loài này được Nakai mô tả khoa học đầu tiên năm 1937.